# 百草枯连续毒杀案
百草枯连环毒杀事件（Parakōto renzoku dokusatsu jiken）是1985年日本的一起恶性无差别投毒案件。案件主要发生在日本西部及中部地区，凶手通过自动贩卖机实施犯罪，将掺有剧毒除草剂氯化百草枯的饮料（有一例使用敌草快）放置在自动贩卖机的取物口或周边区域，致使不知情的受害者饮用后中毒。Oronamin C和Real Gold两种能量饮料成为最主要的投毒目标。
该案始发于4月30日的福山市，随后发生于日本多个地区，最终造成至少13人死亡、35人严重中毒的惨重后果，被认为是全球范围内致死人数最多的恶意破坏产品案件之一。案发后，日本当局在全国范围内展开大规模防范宣传，不仅在东京各处张贴警示标识，更在超过520万台自动贩卖机上张贴警告标签和传单。
尽管投入大量警力调查，但由于凶手作案手法隐蔽，未留下有效线索，警方始终未能获取关键证据，使得这起案件成为日本战后最著名的未解悬案之一。

## 背景

### 氰化鈉可樂殺人案的影響
根據歷史學家濱田浩一郎的說法，自從八年前發生的氰化物可樂隨機殺人案之後，自動販賣機販賣的飲料罐經過改造，更容易辨識是否曾經被打開過。例如，瓶裝飲料具有首次打開後環形密封條將會被撕開且脫落的設計，罐裝飲料改為拉蓋式，一旦打開就無法重新密封。
然而，在這起事件發生時，正是這些新措施的過渡期，且在日本社會當中仍尚未充分建立如何區分已開封和未開封飲料的知識及觀念。然而，雖然之前氰化物可樂的無差別殺人案件發生在東京、大阪等大城市，但此次事件造成的損失大部分都發生在民風純樸的郊區。

### 百草枯的取得方式
1965年，一種含有百草枯的除草劑在日本上市。當時，該藥劑以濃度24%的溶液形式上市，所有18歲以上的人有均可持印章在農業合作社購買。成人口服致死劑量為8至16毫升，且無解毒劑。

## 案件经过
1985年4月30日，第一名受害者遭遇毒害。事发时，他在广岛县福山市一台自动贩卖机顶部发现一瓶被遗弃的Oronamin C维生素能量饮料并饮用。 饮用后他随即出现中毒症状，最终于5月30日医治无效死亡。
经检测，该饮料中被掺入了氯化百草枯，一种用于除草的高效除草剂。这种化学物质对人体具有致命毒性，可在数小时至数日内导致器官衰竭。案发时，该药剂在日本极易获取，既无需处方也不需身份证明，仅需购买者提供农业用途证明即可。据记载，1984年日本共有1,402人通过服用百草枯实施自杀。
案发期间，生产Oronamin C饮料的大冢制药公司正针对该产品在年轻消费群体中销量不佳的情况，开展买一送一促销活动。值得注意的是，这款饮料在当时的中年男性群体中特别受欢迎。凶手正是利用这一市场特征，将掺入百草枯的Oronamin C饮料放置在公共自动贩卖机的取物口内或周边区域，使顾客误以为获得了促销赠送的免费饮品。 案件集中发生在日本西部、中部地区以及东京都内。虽然Oronamin C和另一款名为Real Gold的能量饮料是主要投毒对象，但也出现了因饮用被投毒可口可乐而致死的案例。 需要特别指出的是，其中一起案件使用的是敌草快而非百草枯。
9月5日，44岁的公司主管Takashi Sakai在饮用两瓶维他命饮料后，于六周后不治身亡。 随后的9月11日，52岁的Haruo Otsu在东京饮用一瓶免费获取的Oronamin C后，仅52小时便宣告死亡。 9月25日，和歌山县一名男性因中毒被紧急送医；次日（9月26日），静冈县一名40岁女性同样因中毒入院治疗。 1985年，全年共有13起被认定的投毒致死案件。

### 各方反应
尽管警方尚未掌握任何有效线索，但调查人员推断这些案件系同一人所为。警方特别指出，由于受害者群体缺乏明显共性，犯罪动机至今难以判定。 值得注意的是，凶手既未被监控系统捕捉到影像，也未在现场遗留任何物证。 作为主要受害企业的大冢制药与日本可口可乐均明确表示，从未收到任何形式的威胁或勒索要求。
9月27日，警察厅宣布启动全国性防范宣传活动，具体措施包括在东京全域分发警示传单。这些传单包含三项提示：1.建议消费者仔细检查自动贩卖机取物口及可疑容器，特别注意瓶盖开封痕迹；2.要求运营商加强商品巡检；3.敦促有毒化学品销售商严格管控购买行为并完善销售记录。 日本软饮料瓶装商协会发言人Takeo Mizuuchi表态称，若消费者足够谨慎，理应能识别包装异常。即，消费者也应对自己的受毒害承担部分责任。这一言论引发了不小的争议。尽管如此，该协会仍在首都圈自动贩卖机上张贴了130万张警示标签。
全国范围内，运营商在520万台自动贩卖机中的多数设备上张贴了安全警示，明确建议消费者丢弃任何来源不明的免费饮料。 全国软饮料制造商协会更通过报纸广告的方式扩大警示范围。与此同时，自动贩卖机制造商着手安装取物口指示灯系统，该装置能在取物口遭人为破坏时自动亮起警示。
《芝加哥论坛报》在相关报道中指出，案发期间各领域专家普遍推测，这一系列案件折射出日本社会高度秩序化、压力巨大且以工作为中心的社会特征。东京犯罪社会学教授Hiroaki Iwao分析称："在高压环境下生活的日本人，无论是职场压力还是拥挤的社群生活，都可能导致通过伤害他人来宣泄挫败感的行为。"也就是说，此类犯罪行为很可能属于施害者释放压力的一种途径。 与此同时，筑波大学精神健康专家Susumu Oda提出了另一种犯罪心理动因：凶手可能从肾上腺素激增中获得快感，并通过幻想受害者痛苦挣扎的过程来满足优越感。

### 后续影响
截至12月8日的统计数据显示，该系列案件已造成至少10人死亡、35人重症。 2012年CBC News的后续报道指出，实际死亡人数可能高达12人。若此数据属实，该案或将成为历史上致死人数最多的恶意产品破坏案件。 另有研究观点认为，部分死亡案例可能涉及模仿犯罪，亦不排除有人试图通过复制案件手法实施自杀的可能性。 由于案件缺乏关键证据，真凶至今仍未落网。2010年，日本废除谋杀罪的追诉时效，这意味着凶手若被缉拿归案，仍将面临法律制裁。
1986年，日本对百草枯和敌草快实施了配方改良以降低毒性。然而截至2002年的统计数据显示，在全部农药中毒致死案例中，这两种物质引发的死亡仍占据40%的比例。
1985年12月，日本三重县发生了一起疑似模仿犯罪案件：当地学校供应的牛奶容器遭到人为污染。 时隔13年后，1998年日本再次出现针对自动贩卖机及便利店内饮料的系列投毒事件。 进入21世纪后，2019年秋田县又发生一起使用百草枯的投毒案件。

## 事件及受害者
本案共计13起，造成13人死亡，所有案件均发生在1985年。受害者年龄均为案发时年龄。所有案件均为受害者饮用了被放置在自动贩卖机附近、且掺有毒物的软饮料。大部分有毒饮料被放置在商品取物口，但也有案例是放置在自动贩卖机的顶部或下方。
除第一起案件发生于4月外，其余案件均集中发生于9月至11月。此外，案发地点虽以西日本为中心，但在东日本也共发生了4起。
被用于投毒的饮料包括：“Oronamin C”6起、“可口可乐”2起、“Real Gold”2起、不明2起。混入的毒物绝大多数是百草枯，仅有一例案件使用了另一种除草剂敌草快。受此事件影响，销售Oronamin C的大冢制药公司将其瓶盖从普通的旋盖改良为免启盖。
值得注意的是，除下述13起案件外，另有一名48岁男性于7月11日在京都府福知山市饮用含百草枯的饮料后死亡。但由于该案被指出有自杀的可能性，因此通常不被列入此系列案件中。
| 日期     | 地点             | 性别 | 年龄 | 详情 |
| -------- | ---------------- | ---- | ---- | --- |
| 4月30日  | 广岛县福山市     | 男   | 45岁 | 一名卡车司机在购买饮料时，饮用了被放置在自动贩卖机顶部的Oronamin C。两天后的5月2日死亡。其呕吐物中检出百草枯，案件被定性为毒杀。            |
| 9月11日  | 大阪府泉佐野市   | 男   | 52岁 | 从钓鱼地点返家途中购买了一瓶Oronamin C，发现取物口内已有同款商品，遂将两瓶一并带回。回家饮用后，于9月14日死亡。从其喝剩的饮料中检出百草枯。 |
| 9月12日  | 三重县松阪市     | 男   | 22岁 | 一名大学生在自家附近的自动贩卖机发现了两瓶饮料，将它们带回家饮用后，于9月14日死亡。此案是唯一检出毒物为敌草快的案件。                       |
| 9月19日  | 福井县今立町     | 男   | 30岁 | 在今立町（现越前市）饮用了自动贩卖机下方的可乐后，感到身体不适并紧急就医，于9月22日死亡。其洗胃液及喝剩的可乐中均检出百草枯。               |
| 9月20日  | 宫崎县都城市     | 男   | 45岁 | 在自动贩卖机购买饮料时，发现取物口有两瓶Real Gold，便将其带回。饮用后感到不适，于9月22日死亡。从其喝剩的饮料中检出百草枯。                  |
| 9月23日  | 和歌山县九度山町 | 男   | 50岁 | 购买饮料时发现取物口有两瓶Oronamin C，将其带回。于9月25日上午饮用后，次日身体情况急转直下，于10月7日死亡。                                  |
| 10月5日  | 埼玉县鸿巢市     | 男   | 44岁 | 购买饮料时发现取物口有两瓶Oronamin C，将其带回。次日饮用后，于10月21日死亡。从其喝剩的饮料中检出百草枯。                                    |
| 10月15日 | 奈良县橿原市     | 男   | 69岁 | 发现取物口有两瓶饮料，将其带回。饮用后，于11月13日死亡。从其喝剩的饮料中检出百草枯。                                                        |
| 10月21日 | 宫城县           | 男   | 55岁 | 死亡。 |
| 10月28日 | 大阪府河内长野市 | 男   | 50岁 | 发现并饮用了取物口的Oronamin C后死亡。 |
| 11月7日  | 埼玉县浦和市     | 男   | 45岁 | 在浦和市（现埼玉市）购买Oronamin C时，发现取物口有两瓶，便一并带回。饮用后，于11月16日死亡。                                                |
| 11月17日 | 埼玉县儿玉郡     | 女   | 17岁 | 一名女高中生在购买饮料时，发现了取物口的可乐并带回。饮用一周后死亡。从其喝剩的饮料中检出百草枯。                                            |
| 11月24日 | 石川县金泽市     | 男   | 25岁 | 购买牛奶时，发现了取物口的咖啡牛奶并带回。饮用47天后死亡。从其喝剩的饮料中检出百草枯。此为目前已确认的最后一名受害者。                      |